# Powiat łańcucki
Powiat łańcucki – powiat w Polsce (województwo podkarpackie), utworzony w 1999 roku w ramach reformy administracyjnej. Jego siedzibą jest miasto Łańcut. Powiat ten wchodzi w skład obszaru metropolitarnego miasta Rzeszowa.
Podstawową gałęzią gospodarki powiatu jest przemysł spożywczy.
Według danych z 31 grudnia 2019 roku powiat zamieszkiwało 81 049 osób. Natomiast według danych z 30 czerwca 2020 roku powiat zamieszkiwały 81 144 osoby.
Powiat łańcucki znajduje się wśród 21 powiatów ziemskich województwa podkarpackiego na miejscach:
- Powierzchnia – 21. miejsce
- Ludność – 9. miejsce
- Gęstość zaludnienia – 1. miejsce

## Podział administracyjny
W skład powiatu wchodzą:
- gminy miejskie: Łańcut
- gminy wiejskie: Białobrzegi, Czarna, Łańcut, Markowa, Rakszawa, Żołynia
- miasta: Łańcut

## Demografia

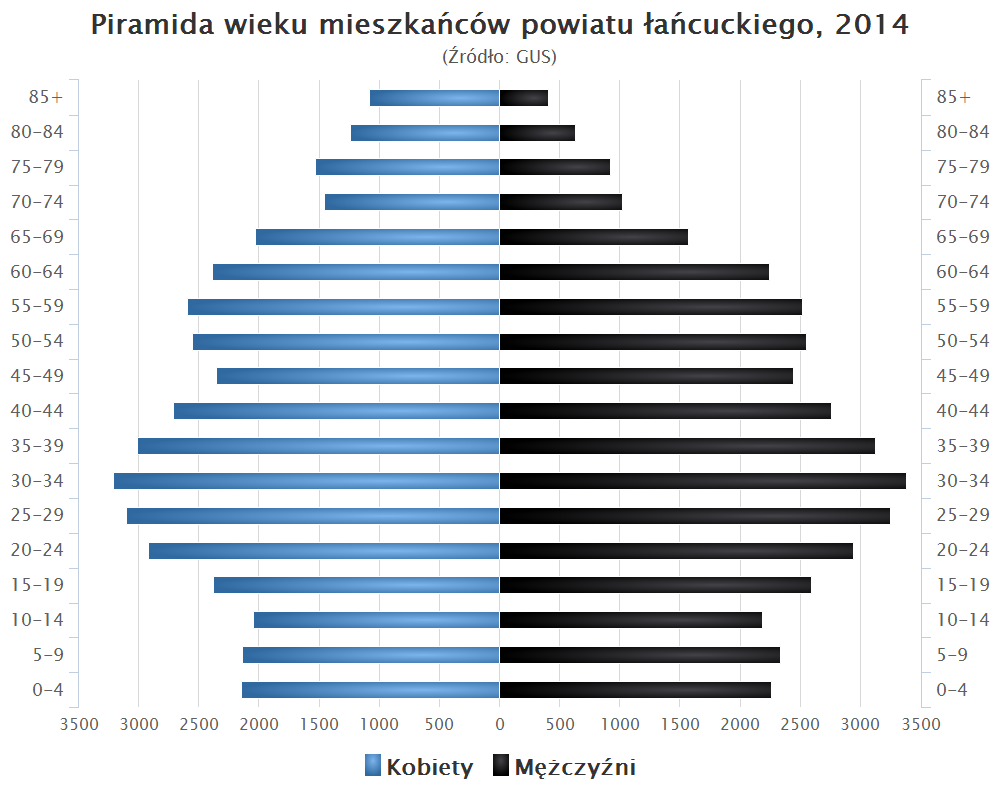
Piramida wieku mieszkańców powiatu łańcuckiego w 2014 roku

Liczba ludności (dane z 30 czerwca 2005):
|        | Ogółem | Ogółem | Kobiety | Kobiety | Mężczyźni | Mężczyźni |
| osób   | %      | osób   | %       | osób    | %         |           |
| ------ | ------ | ------ | ------- | ------- | --------- | --------- |
| Ogółem | 77 517 | 100    | 39 879  | 51,45   | 37 638    | 48,55     |
| Miasto | 18 020 | 23,25  | 9501    | 12,26   | 8519      | 10,99     |
| Wieś   | 59 497 | 76,75  | 30 378  | 39,19   | 29 119    | 37,56     |

▶Wieś vs ▶miasto
Ogółem (▶k, ▶m)
Miasto (▶k, ▶m)
Wieś (▶k, ▶m)

## Starostowie łańcuccy
- Adam Krzysztoń (od 1999) (AWS, PiS)

## Sąsiednie powiaty
- powiat przeworski
- powiat rzeszowski
- powiat leżajski

## Współpraca międzynarodowa
- Jászapáti – Węgry[6]
- Saarpfalz-Kreis – Niemcy[7]
- Rejon stryjski – Ukraina[6]